# Länsväg 273
De Zweedse weg 273 (Zweeds: Länsväg 273) is een provinciale weg in de provincies Stockholms län en Uppsala län in Zweden en is circa 59 kilometer lang.

## Plaatsen langs de weg
- Märsta
- Almunge
- Skoby

## Knooppunten
- Länsväg 263 bij Märsta (begin)
- E4 bij Märsta
- Riksväg 77
- Länsväg 282
- Länsväg 288 bij Skoby (einde)